# Pavlo Lazarenko
Pavlo Ivanovych Lazarenko (en ukrainien : Павло Іванович Лазаренко), né le 23 janvier 1953 dans le village de Karpivka, dans l'oblast de Dnipropetrovsk en Ukraine, est un homme d'État ukrainien, Premier ministre du 28 mai 1996 au 2 juillet 1997.

## Biographie
Pavlo Lazarenko fit des études d'agronomie. En 1970, il a travaillé comme chauffeur dans le kolkhoze "Zoria Komunizma".
De mai 1971 à juin 1973 il a servi dans l'Armée soviétique à la frontière avec l'Afghanistan.
En 1991, il parraine la « Compagnie du pétrole ukrainien » (KUB) dirigée par Ioulia Tymochenko.
En mars 1992, le président d'Ukraine, Leonid Kravtchouk, le nomme représentant du pouvoir ukrainien pour l'oblast de Dnipropetrovsk.
Le 5 septembre 1995, le président ukrainien Leonid Koutchma, le nomme vice-Premier ministre responsable de l'Énergie. Il est notamment chargé des négociations sur le gaz avec la Russie (Gazprom) et le Turkménistan. La même année, il réorganise avec Ioulia Tymochenko, la Compagnie du pétrole ukrainien pour cofonder, avec elle, la compagnie de distribution d'hydrocarbures Systèmes énergétiques unis d'Ukraine (SEUU) (uk).
Pavlo Lazarenko fut Premier ministre du 28 mai 1996 au 2 juillet 1997. Il fait adopter la nouvelle Constitution de l'Ukraine, le 28 juin 1996 par la Rada. Il est remplacé en juillet 1997 par Valeri Poustovoïtenko.
Le 12 mai 1998, il est élu député de l'oblast de Dnipropetrovsk.
En décembre 1998, Pavlo Lazarenko a été arrêté par la police suisse pour des accusations de blanchiment d'argent alors qu'il franchissait en voiture la frontière entre la France et la Suisse. Il a été libéré quelques semaines plus tard, après avoir donné une caution de trois millions de dollars. Les détails de son arrestation en Suisse ont conduit à un scandale politique en Ukraine sur sa tentative de franchir la frontière suisse avec un passeport panaméen. Le tollé a été en partie orchestré par l'administration du président Koutchma, qui soutenait l'arrestation de Lazarenko. Le Parlement de la Rada a renoncé à lever l'immunité parlementaire de Lazarenko lors d'une décision prise le 17 février 1999 ; toutefois, Pavlo Lazarenko a fui son pays à la veille du vote parlementaire. Il a d'abord fui vers la Grèce avant de s'envoler pour les États-Unis, mais a été arrêté à l'aéroport JFK de New York le 20 février 1999, sur des soupçons d'entrée illégale aux États-Unis. Il demanda l'asile politique, mais fut transféré dans une prison de San Francisco, puisque sa famille possédait un ranch en Californie. Les autorités ukrainiennes ont demandé son extradition en 2000. Mis sous résidence surveillée, il demande en 2005 son retour en Ukraine. En août 2006, Pavlo Lazarenko a été reconnu coupable et condamné à la prison aux États-Unis notamment pour blanchiment d'argent. Selon l'ONU, environ 200 millions de dollars ont été détournés par Pavlo Lazarenko entre 1996 et 1997 durant son mandat gouvernemental en Ukraine. Jugé en 2009, il fut condamné le 19 novembre 2009 à l'emprisonnement à l'institution correctionnelle fédérale de Terminal Island à Los Angeles. Il fut libéré le 1er novembre 2012. Depuis lors, il a demandé le statut de résident aux États-Unis. Il vit depuis, dans sa propriété privée située dans le comté de Marin en Californie.